# Luisa Marie Orléanská
Luisa Orleánská (Louise-Marie Thérèse Charlotte Isabelle; 3. duben 1812 Palermo – 11. říjen 1850 Ostende) byla první královna choť Belgičanů a druhá manželka krále Leopolda I. Byla druhým dítětem a nejstarší dcerou francouzského krále Ludvíka Filipa I. a jeho manželky Marie Amálie Neapolsko-Sicilské. Veřejně vystupovala pouze zřídka, ale působila jako politická poradkyně svého manžela. Její rozsáhlá korespondence je cenným historickým pramenem doby a byla publikována.

## Život
Luisa se narodila v sicilském městě Palermo 3. dubna 1812 jako nejstarší dcera budoucího francouzského krále Ludvíka Filipa I. a jeho manželky Marie Amálie Neapolsko-Sicilské. Získala náboženské i buržoazní vzdělání díky své matce a tetě, princezně Adelaidě Orleánské, ke které měla velmi blízko. Od tety dostala přísnou náboženskou výchovu. Naučila se také mluvit anglicky, německy a italsky.
Jako členka vládnoucího rodu Orléans měla nárok na titul princezny královské krve.

### Manželství
V roce 1830 se její otec stal francouzským králem. Její postavení se tak změnilo, protože se stala nejstarší dcerou krále.

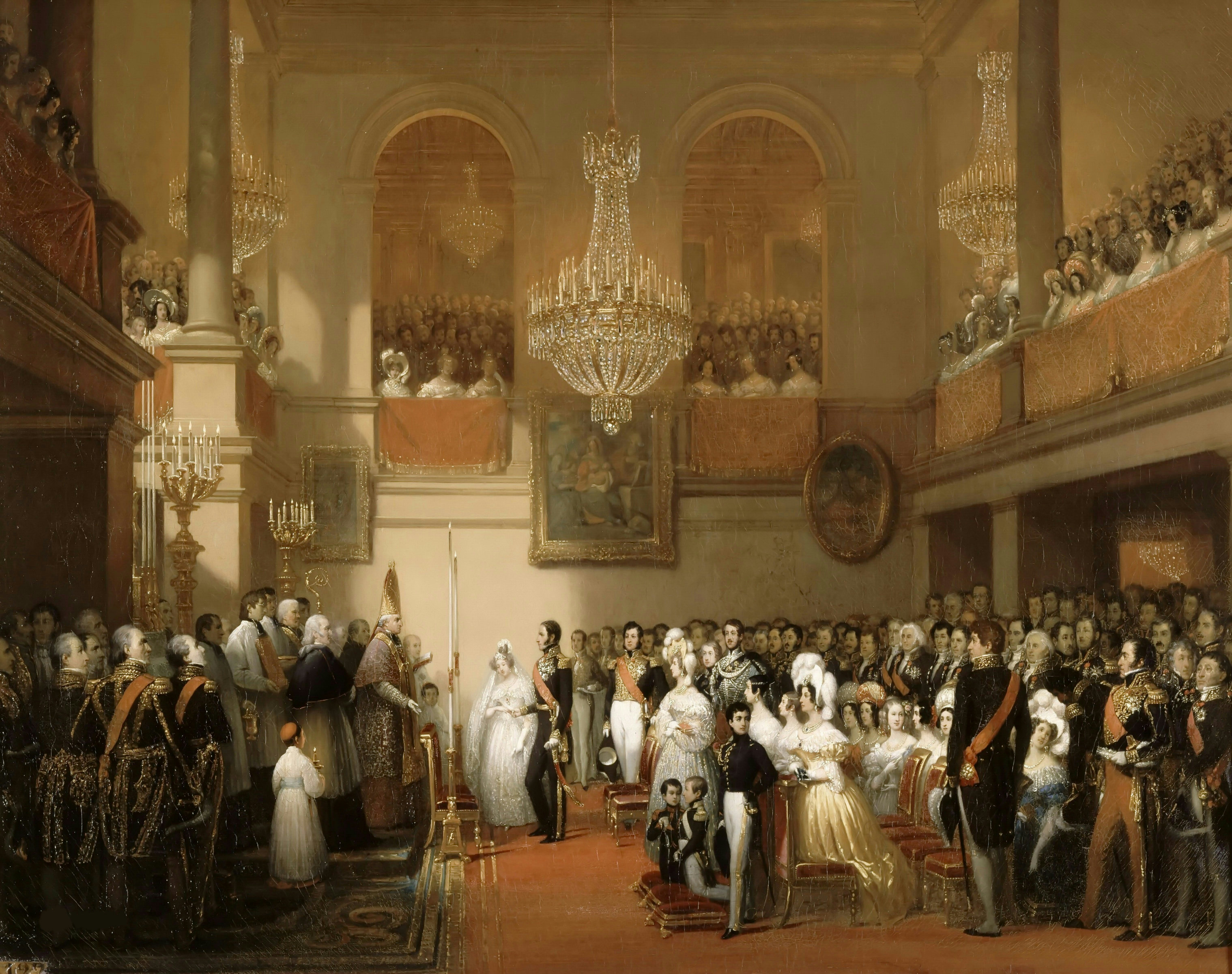
Sňatek belgického krále Leopolda I. s princeznou Louisou Orleánskou.

Dne 9. srpna 1832 se dvacetiletá Luisa v paláci Compiègne provdala za krále Leopolda I. Belgického, který byl o dvaadvacet let starší než ona. Leopold ovdověl po smrti své první manželky, princezny Šarloty z Walesu, která zemřela při porodu v roce 1817. Protože byl Leopold protestant, měli s Luisou jak katolický, tak kalvínský obřad.
Sňatek byl navržen již v době, kdy se uvažovalo o Leopoldově kandidatuře na řecký trůn, a zopakoval se, když byl zvolen belgickým králem místo Luisina bratra vévody z Nemours. Sňatkem vzniklo spojenectví dvou nově zvolených a méně ustálených panovníků, jejího otce a manžela, a proto byl považován za vhodný. Luisině matce se sňatek nelíbil, protože Leopold byl protestant, ale protože Luisin otec byl novým panovníkem a jeho postavení bylo v očích ostatních panovníků slabé, byl sňatek považován za výhodný pro novou francouzskou dynastii Orléanů, protože by se pak Luisini sourozenci mohli snáze provdat za příslušníky zavedených dynastií.

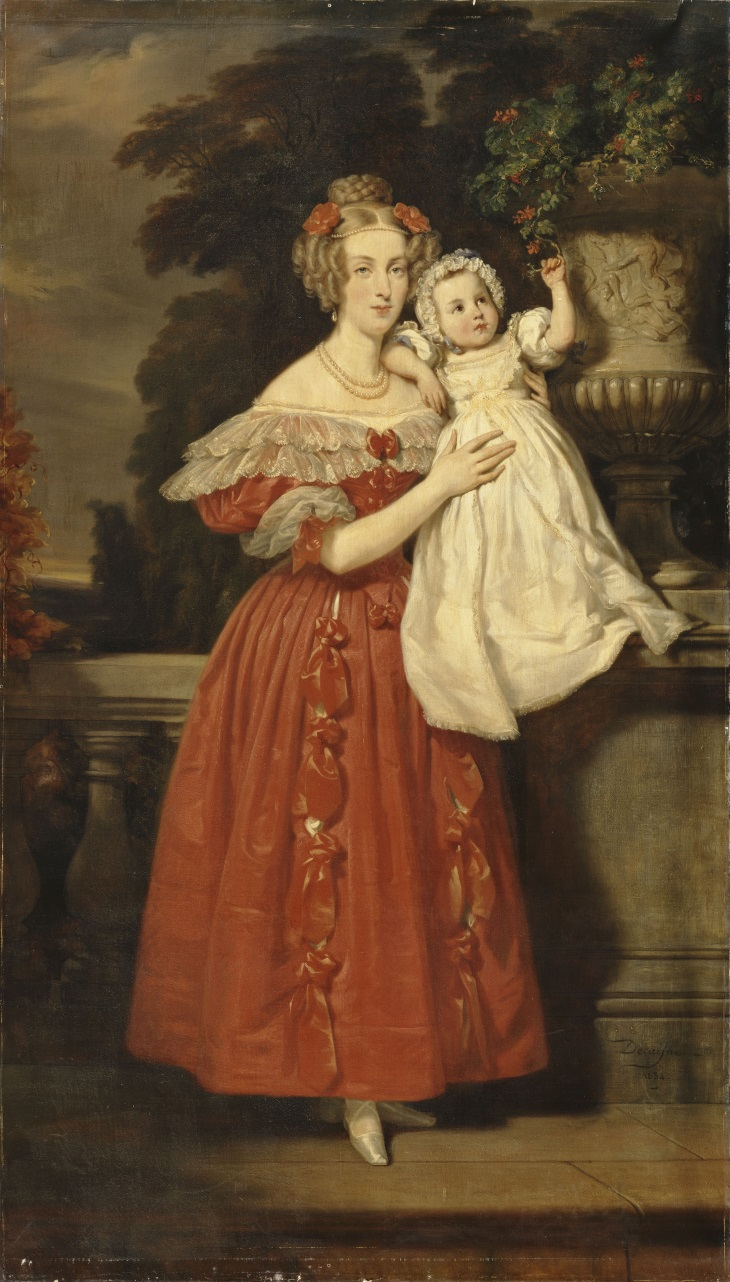
Královna Luisa se svým nejstarším synem princem Ludvíkem Filipem, 1834

Ačkoli byl sňatek sjednán proti Luisině vůli a ona nerada opouštěla Francii a svou rodinu, Leopold se k ní od počátku choval velmi ohleduplně a s úctou, což Luisa ocenila a brzy se jejich vztah začal označovat za harmonický. Popisovaná jako oddaná manželka a milující matka byla plaché povahy, a protože její manžel dával přednost tomu, aby žila klidným rodinným životem, neměla mnoho příležitostí svou plachost překonat. Věnovala se výchově svých dětí a bylo zaznamenáno, že Leopolda bavila tím, že mu četla Stendhala, Chateaubrianda, Byrona a Shakespeara.
Po narození posledního dítěte v roce 1840 trávili Leopold a Luisa volný čas často odděleně: zatímco Leopold navštěvoval Ardeny, Luisa raději trávila dovolenou v Ostende. Od roku 1844 měl Leopold vztah s Arcadie Claretovou, kterou usadil v domě poblíž bruselského paláce. Luisino zdraví, které bylo oslabeno porodem i neštěstím její rodiny ve Francii, způsobilo, že sympatie veřejnosti byly v této záležitosti na Luisině straně proti Leopoldovi a kočár jeho milenky byl na ulici bombardován špínou.

### Belgická královna
Královna Luisa byla popisována jako plachá a introvertní osobnost s chatrným zdravím. Belgie byla nově nezávislou monarchií a neexistovala ještě žádná ustálená tradice, jak by měla vypadat role královny-chotě. Král Leopold zastával názor, že veřejná královská reprezentace má být využívána střídmě, a pro Luisu jako královnu nevytvořil veřejnou roli. Královna Luisa se na veřejnosti objevovala jen zřídka a její život se soustředil na dohled nad výchovou dětí, korespondenci s rodnou rodinou ve Francii a náboženskou oddanost u jejího soukromého zpovědníka Pierra de Coninck, s nímž měla blízký vztah.
Král se sice jen zřídkakdy účastnil veřejné reprezentace a Luisa ještě méně častěji, pravidelně však pořádal soukromou královskou reprezentaci v podobě recepcí, plesů a státních banketů pro šlechtu v královském paláci Laeken. V prvních letech jeho vlády tvořili většinu hostů Britové, protože belgická šlechta byla stále ještě z velké části loajální k Oranžskému rodu, ale postupně se královských recepcí začala účastnit i belgická aristokracie. Hosté královských recepcí byli téměř jediní, s nimiž se Luisa v Belgii setkávala. V tomto úzkém kruhu se Luisa postupně poněkud přestala stydět a zdálo se, že si maškarní plesy užívá.

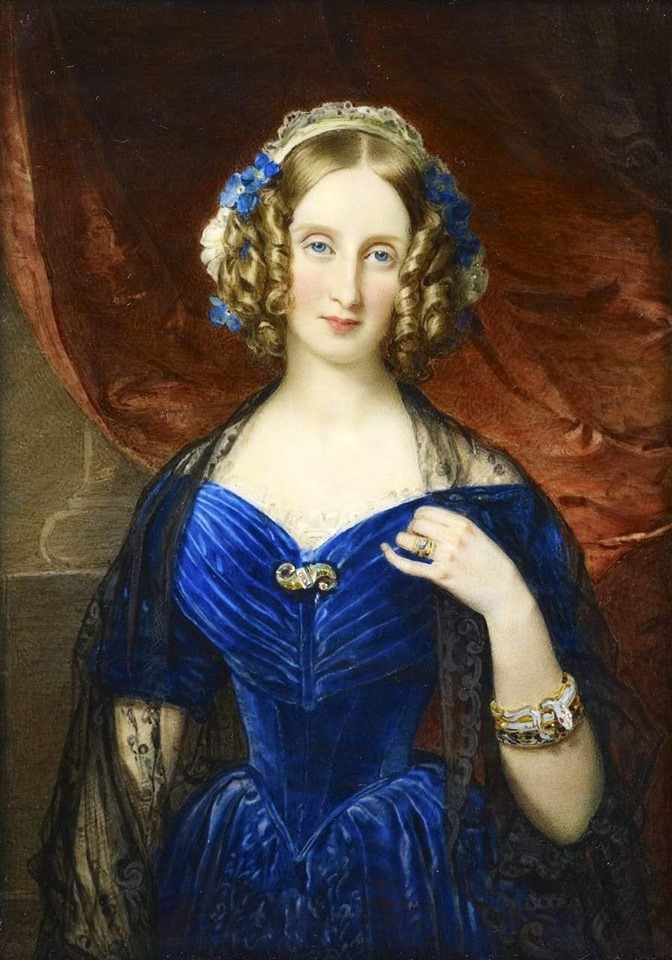
Královna Luisa, 1846

Každé ráno dostávala královna Luisa od svých dvorních dam zprávy o lidech, kteří ji žádali o finanční výpomoc. Osobně pak navštěvovala jejich domovy, aby jim přinesla útěchu a finanční pomoc. Někdy královna Luisa neměla dostatek peněz na charitativní činnost a pak si půjčovala peníze od svých dvorních dam, aniž by o tom informovala svého manžela. Takové žádosti dostávala i z Francie a často na ně odpovídala, pokud ji její tajemník informoval, že jsou pravé. Podporovala krajkářství, které se ve 30. letech 19. století nacházelo v období úpadku, ale výrazně mu pomohla finanční podporou krajkářské školy.
Král Leopold nakonec Luise povolil, aby se sama vydala na cesty po Belgii, a jejím oblíbeným místem se stala vlámská pobřežní města, zejména Ostende, kde jezdila na koni, koupala se v moři a procházela se po pláži a sbírala mušle. Do zahraničí směla jezdit jen zřídka. Leopold ji nevzal s sebou na návštěvu křtu princezny Viktorie v Londýně v roce 1841, přestože si přála, aby ho doprovázela. Přivezl ji však do Paříže na návštěvu rodičů v roce 1841 a také do Brühlu v roce 1843, kde se setkala s britskou královnou Viktorií. V roce 1844 oslavila s královnou Viktorií v Buckinghamském paláci své narozeniny a byla přítomna i státní návštěvě Londýna v roce 1847.
Přestože královna Luisa byla plachá osobnost, která se na veřejnosti objevovala jen zřídka, v soukromí byla osobou s pevnou vůlí a mnoha názory. Bylo o ní známo, že se velmi zajímá o politické otázky, a dobový německý tisk jednou prohlásil, že se belgická královna „extrémně zajímá o politické záležitosti, což je v Bruselu předmětem nespokojenosti." Král Leopold se jí skutečně časem ptal na názory ve státních záležitostech a je známo, že mu radila v diplomatických otázkách. Nakonec králova důvěra v její schopnosti vzrostla natolik, že navrhl vládě, aby královnu Luisu jmenovala oficiální regentkou v době jeho nepřítomnosti v zemi. Jeho návrh se však setkal s tak jednomyslným odporem, že byl nucen své plány odvolat.
Královna Luisa se v Belgii setkala se sympatiemi veřejnosti, když byli její rodiče během únorové revoluce v roce 1848 sesazeni. V říjnu téhož roku navštívila své rodiče v exilu v Anglii. Revoluce ve Francii zvýšila popularitu belgického krále a královny v Belgii a jejich turné po belgických provinciích se setkalo s velkým ohlasem.

### Smrt
Královna Luisa zemřela na tuberkulózu v bývalém královském paláci v Ostende dne 11. října 1850. Její smrt v záznamech potvrdili ministři Charles Rogier a Victor Tesch. Její tělo bylo přivezeno do Laekenu a v Ostende byl postaven památník. Je pohřbena po boku svého manžela v královské kryptě kostela Panny Marie z Laekenu.

## Děti
Luisa a Leopold měli čtyři děti, včetně Leopolda II. Belgického a císařovny Šarloty Mexické.
- Ludvík-Filip (24. července 1833 – 16. května 1834);
- Leopold (9. dubna 1835 – 17. prosince 1909), belgický král v letech 1865–1909, majitel Svobodného státu Kongo, ⚭ 1853 Marie Jindřiška Habsbursko-Lotrinská (23. listopadu 1836 – 19. února 1902)
- Filip (24. března 1837 – 17. listopadu 1905), flanderský hrabě ⚭ 1867 Marie Hohenzollernská (17. listopadu 1845 – 26. listopadu 1912)
- Charlotta (7. června 1840 – 19. ledna 1927) ⚭ 1857 Maxmilián (6. července 1832 – 19. června 1867), rakouský arcivévoda, budoucí mexický císař

## Vývod z předků
|                 |                                 |  |                    |                                             |  |  |  |  |  |  |  | Ludvík I. Orleánský |
|                 |                                 |  |                    |                                             |  |  |  |  |  |  |  |                     |
|                 | Ludvík Filip I. Orleánský       |  |                    |                                             |  |  |  |  |  |  |  |                     |
|                 |                                 |  |                    |                                             |  |  |  |  |  |  |  |                     |
|                 |                                 |  |                    | Augusta Bádenská                            |  |  |  |  |  |  |  |                     |
|                 |                                 |  |                    |                                             |  |  |  |  |  |  |  |                     |
|                 | Ludvík Filip II. Orleánský      |  |                    |                                             |  |  |  |  |  |  |  |                     |
|                 |                                 |  |                    |                                             |  |  |  |  |  |  |  |                     |
|                 |                                 |  |                    | Ludvík Armand Bourbonský                    |  |  |  |  |  |  |  |                     |
|                 |                                 |  |                    |                                             |  |  |  |  |  |  |  |                     |
|                 | Luisa Henrietta Bourbonská      |  |                    |                                             |  |  |  |  |  |  |  |                     |
|                 |                                 |  |                    |                                             |  |  |  |  |  |  |  |                     |
|                 |                                 |  |                    | Luisa Alžběta Bourbonská                    |  |  |  |  |  |  |  |                     |
|                 |                                 |  |                    |                                             |  |  |  |  |  |  |  |                     |
|                 | Ludvík Filip Francouzský        |  |                    |                                             |  |  |  |  |  |  |  |                     |
|                 |                                 |  |                    |                                             |  |  |  |  |  |  |  |                     |
|                 |                                 |  |                    | Ludvík Alexandr Bourbonský                  |  |  |  |  |  |  |  |                     |
|                 |                                 |  |                    |                                             |  |  |  |  |  |  |  |                     |
|                 | Ludvík Jan Maria Bourbonský     |  |                    |                                             |  |  |  |  |  |  |  |                     |
|                 |                                 |  |                    |                                             |  |  |  |  |  |  |  |                     |
|                 |                                 |  |                    | Marie Viktorie de Noailles                  |  |  |  |  |  |  |  |                     |
|                 |                                 |  |                    |                                             |  |  |  |  |  |  |  |                     |
|                 | Luisa Marie Adéla Bourbonská    |  |                    |                                             |  |  |  |  |  |  |  |                     |
|                 |                                 |  |                    |                                             |  |  |  |  |  |  |  |                     |
|                 |                                 |  |                    | František III. Estenský                     |  |  |  |  |  |  |  |                     |
|                 |                                 |  |                    |                                             |  |  |  |  |  |  |  |                     |
|                 | Marie Tereza Felicitas Estenská |  |                    |                                             |  |  |  |  |  |  |  |                     |
|                 |                                 |  |                    |                                             |  |  |  |  |  |  |  |                     |
|                 |                                 |  |                    | Šarlota Aglaé Orleánská                     |  |  |  |  |  |  |  |                     |
|                 |                                 |  |                    |                                             |  |  |  |  |  |  |  |                     |
| Luisa Orleánská |                                 |  |                    |                                             |  |  |  |  |  |  |  |                     |
|                 |                                 |  |                    |                                             |  |  |  |  |  |  |  |                     |
|                 |                                 |  | Filip V. Španělský |                                             |  |  |  |  |  |  |  |                     |
|                 |                                 |  |                    |                                             |  |  |  |  |  |  |  |                     |
|                 | Karel III. Španělský            |  |                    |                                             |  |  |  |  |  |  |  |                     |
|                 |                                 |  |                    |                                             |  |  |  |  |  |  |  |                     |
|                 |                                 |  |                    | Alžběta Farnese                             |  |  |  |  |  |  |  |                     |
|                 |                                 |  |                    |                                             |  |  |  |  |  |  |  |                     |
|                 | Ferdinand I. Neapolsko-Sicilský |  |                    |                                             |  |  |  |  |  |  |  |                     |
|                 |                                 |  |                    |                                             |  |  |  |  |  |  |  |                     |
|                 |                                 |  |                    | August III. Polský                          |  |  |  |  |  |  |  |                     |
|                 |                                 |  |                    |                                             |  |  |  |  |  |  |  |                     |
|                 | Marie Amálie Saská              |  |                    |                                             |  |  |  |  |  |  |  |                     |
|                 |                                 |  |                    |                                             |  |  |  |  |  |  |  |                     |
|                 |                                 |  |                    | Marie Josefa Habsburská                     |  |  |  |  |  |  |  |                     |
|                 |                                 |  |                    |                                             |  |  |  |  |  |  |  |                     |
|                 | Marie Amálie Neapolsko-Sicilská |  |                    |                                             |  |  |  |  |  |  |  |                     |
|                 |                                 |  |                    |                                             |  |  |  |  |  |  |  |                     |
|                 |                                 |  |                    | Leopold Josef Lotrinský                     |  |  |  |  |  |  |  |                     |
|                 |                                 |  |                    |                                             |  |  |  |  |  |  |  |                     |
|                 | František I. Štěpán Lotrinský   |  |                    |                                             |  |  |  |  |  |  |  |                     |
|                 |                                 |  |                    |                                             |  |  |  |  |  |  |  |                     |
|                 |                                 |  |                    | Alžběta Charlotta Orleánská                 |  |  |  |  |  |  |  |                     |
|                 |                                 |  |                    |                                             |  |  |  |  |  |  |  |                     |
|                 | Marie Karolína Rakouská         |  |                    |                                             |  |  |  |  |  |  |  |                     |
|                 |                                 |  |                    |                                             |  |  |  |  |  |  |  |                     |
|                 |                                 |  |                    | Karel VI.                                   |  |  |  |  |  |  |  |                     |
|                 |                                 |  |                    |                                             |  |  |  |  |  |  |  |                     |
|                 | Marie Terezie Habsburská        |  |                    |                                             |  |  |  |  |  |  |  |                     |
|                 |                                 |  |                    |                                             |  |  |  |  |  |  |  |                     |
|                 |                                 |  |                    | Alžběta Kristýna Brunšvicko-Wolfenbüttelská |  |  |  |  |  |  |  |                     |
|                 |                                 |  |                    |                                             |  |  |  |  |  |  |  |                     |